# Oria (nome)
Oria  è un nome proprio di persona italiano femminile.

## Varianti
- Femminili: Oriana, Oride, Oriade[2]
  - Alterati: Orietta, Oriella, Orina
- Maschili: Orio, Orialdo[2]
  - Alterati: Oriello, Orietto

## Origine e diffusione
La forma base e gli alterati rappresentano una variazione del nome latino Aurea, che significa "dorata", "splendente come l'oro", "aurea". Tale processo di trasformazione è anche alla base del passaggio dal latino aureum all'italiano "oro". È etimologicamente correlato al nome Oriana.

## Onomastico
L'onomastico si può festeggiare l'11 marzo in ricordo di santa Oria (o Aurea) di San Millán, vissuta in Spagna nell'XI secolo. Un'altra santa Oria (o Aurea, anche in questo caso), martire a Ostia nel III secolo, è commemorata il 20 maggio.

## Persone

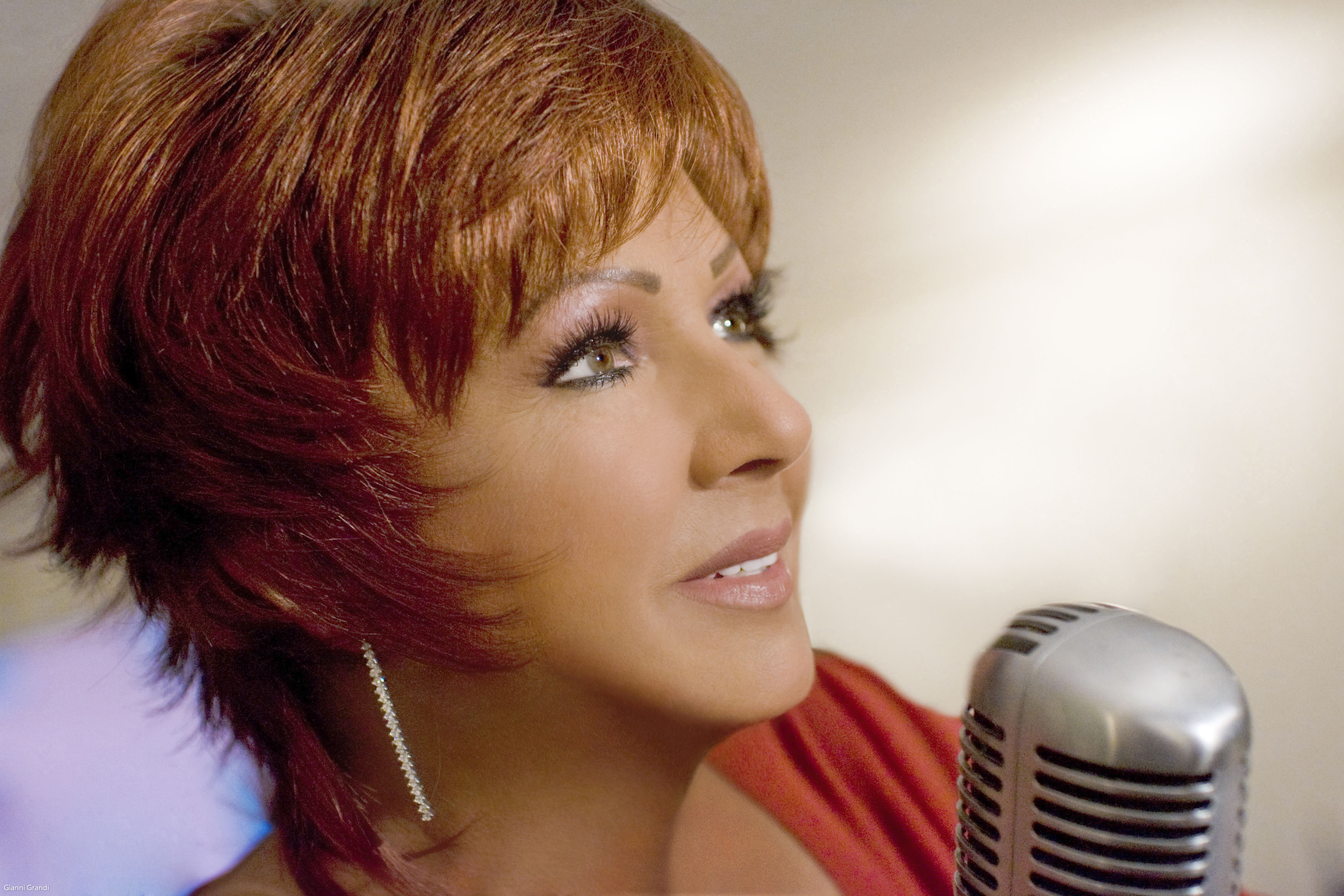
Orietta Berti

- Oria di San Millán, religiosa spagnola
- Oria Conforti, attrice italiana

### Varianti femminili
- Orietta Berti, cantante italiana
- Oriella Dorella, ballerina italiana
- Orietta Patron, nuotatrice italiana

### Variante maschile Orio
- Orio Mastropiero, doge veneziano

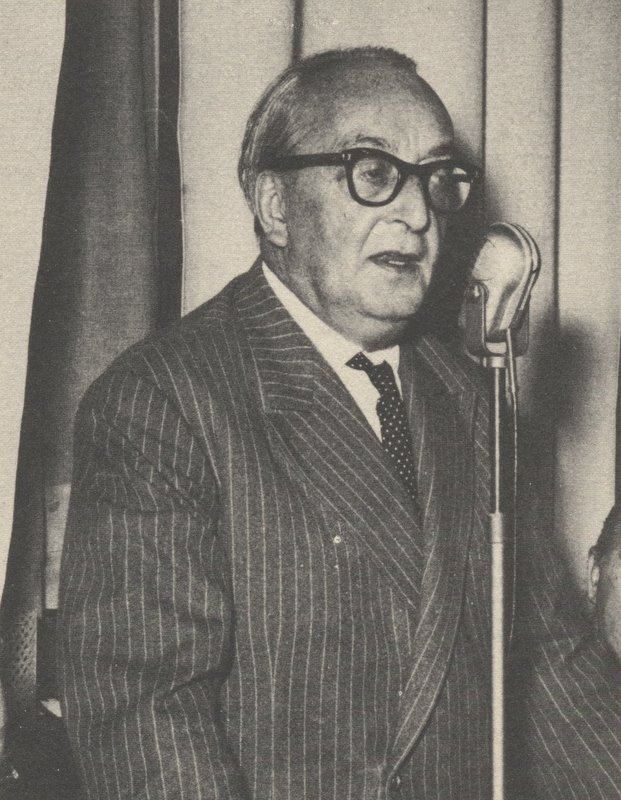
Orio Vergani

- Orio Palmer, pompiere statunitense
- Orio Scaduto, attore italiano
- Orio Vergani, giornalista, fotografo e scrittore italiano